# Greatest Hits (album Roxette)
Greatest Hits – składanka szwedzkiego duetu Roxette wydana 26 lipca 2011 roku. Na płycie znalazły się największe przeboje zespołu nagrywane w latach 1988–2011.

## Lista utworów
1. "The Look" 3:56
2. "Dressed for Success" 4:11
3. "Listen to Your Heart" 5:13
4. "Dangerous" 3:47
5. "It Must Have Been Love" 4:18
6. "Joyride" 3:59
7. "Fading Like a  Flower (Every Time You Leave)" 3:51
8. "Spending My Time" 4:36
9. "Church of Your Heart" 3:16
10. "Wish I Could Fly" 4:40
11. "She’s Got Nothing On (But the Radio)" 3:34
12. "No One Makes It on Her Own" 3:44